# میناموتو نو هیروماسا
میناموتو نو هیروماسا (انگلیسی: Minamoto no Hiromasa؛ 918 – ۹۸۰ (۶۱−۶۲ سال)) موسیقی‌دان اهل ژاپن بود.